# Taniec ludowy

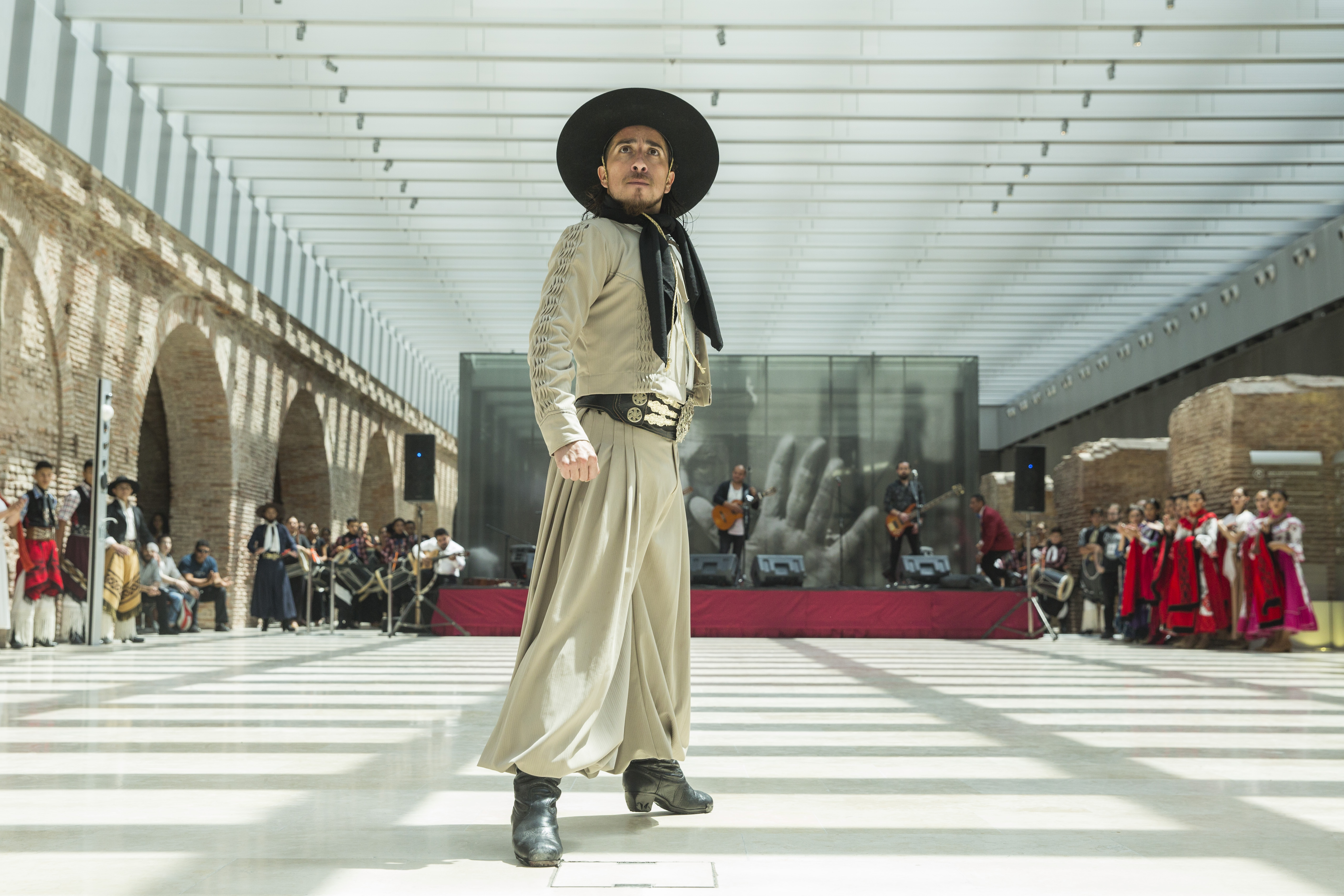
Malambo, argentyński taniec ludowy

Taniec ludowy jest wytworem kultury ludowej danego kraju. Stał się określeniem dotyczącym nie tylko samego sposobu poruszania się, ale również tradycyjnej muzyki, a dokładnie utworów komponowanych specjalnie z myślą o konkretnym rodzaju tańca. Wiążą się z tym także obyczaje poszczególnych regionów obejmujące między innymi barwne stroje, przeznaczone między innymi do tańca oraz ludowe pieśni powiązane z licznymi ceremoniałami jak też regionalne instrumenty. Każdy taniec ludowy zaliczany jest do dziedzictwa kulturowego danego kraju. 
Tańce ludowe można podzielić na trzy kategorie:
1. tańce powszechne: ogólnie znane, tańczone przy wielu okazjach.
2. tańce-zabawy: zazwyczaj wykonywane bez muzycznego akompaniamentu, towarzyszy im śpiew.
3. tańce obrzędowe: stanowiące istotny element obrzędowy.

## Tańce ludowe różnych krajów

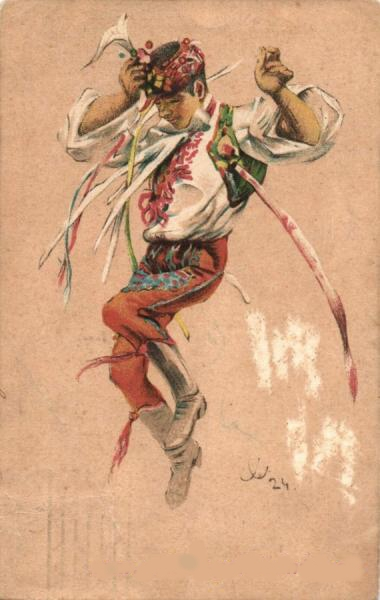
Taniec ludowy na Morawach

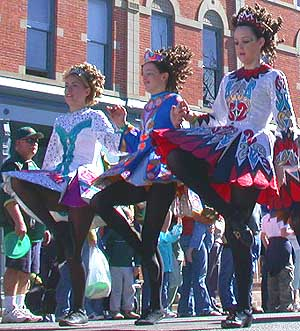
step irlandzki

### EUROPA
- polskie: cenar, chmielowy, chodzony, drabant[2], dzëk, goniony, taniec podhalański, kaczok, kołomajka, krakowiak, krzesany, kujawiak, lasowiak, mazur, mazurek, oberek, olender, polka[2], polka trzęsiona[2], polonez, szot, trojak, zbójnicki, kosyder, ryz dwa (taniec kaszubski), korkowy, korowód, siustany, świniorz
  - śląskie: trojak, mietlorz, drybek, waloszek
  - wielkopolskie: wiwat, marynia, ceglorz, duda, przodek, luter, weksel, równy, siber, walcerek, pisany, siódemka, mietlorz
- angielskie: morris, country-dance
- białoruskie: lawonicha
- bułgarskie: swisztowsko horo
- chorwackie: linđo, kolo
- czeskie: polka, furiant, manczestr, pilky, rejdovak
- francuskie rigaudon, mazurka, scottish, kankan, an-dro, hanter-dro, cercle circassien, chapelloise, sept sauts, plinn, avant-deux, bourrée, rondo, branle, gawot
- greckie: sirtós, sirtaki, zorba
- hiszpańskie: bolero, jota, kaczucza, seguidilla
- irlandzkie: céilí, jig, slip jig, reel, hornpipe, set dance, step irlandzki
- kaukaskie: lezginka
- litewskie: suktinis
- norweskie: gammal reilender
- rosyjskie: kamarinskaja, trepak, kalinka
- rumuńskie: alunelul, kolo walaskie, manele
- słowackie: hajduk, odzemek
- serbskie: kolo
- ukraińskie: arkan, hopak, kołomyja, reszeto, trepak, kowali, kozak
- węgierskie: czardasz, leany korikazo, hajduk
- włoskie: tarantela, saltarello